# Снежный вал

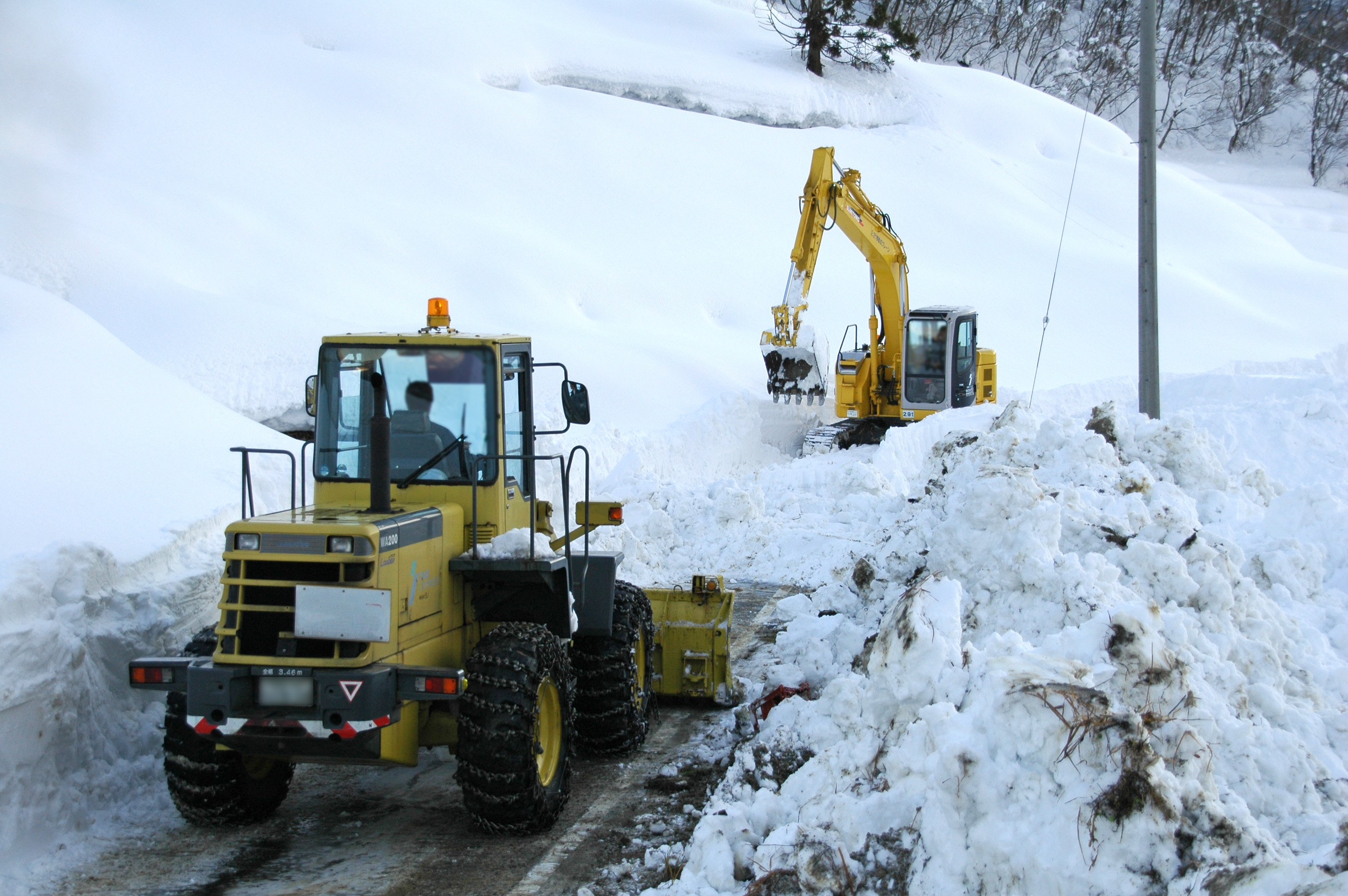
Япония. Бульдозер и экскаватор чистят дорогу от снега, создавая по обе стороны искусственные снежные валы

Снежный вал — форма снежного микрорельефа, пологий увал, вытянутый вдоль продольной оси.
У естественных валов, до 1 метра высотой, ось перпендикулярна направлению ветра.
Искусственные снежные валы образуются в результате сгребания снега, например, при уборке снега с дорожного покрытия образуются продольные боковые валы вдоль дорожного полотна. Искусственные валы могут использоваться для снегозадержания и фортификации.